# 김신 (법조인)
김신(金伸, 1957년 3월 30일 ~ )은 대한민국의 대법관이다.

## 생애
어린 시절 소아마비를 앓아 오른쪽 다리에 보조기를 해야 걸을 수 있는 사정 때문에 학창시절 주변의 차별과 냉대로 마음고생이 심했지만 고교 재학 때 신문에서 ‘장애인 판사 탄생’이란 기사를 우연히 접하고 판사의 꿈을 키워 나갔다. 이후 각고의 노력 끝에 1976년 서울대 법대에 진학한 데 이어 1980년 22회 사법시험에 합격하고 사법연수원을 수료했지만 "법관이 법정에서 주로 재판을 하지만 현장검증 등 활동성이 요구되기 때문에 장애인은 판사 임용이 어렵다"는 이유로 판사 임용에 실패한 전력이 있는 가운데 부산지역의 향판으로 근무한 자신이 대법관에 임명 제청된 점에 대해“물론 기쁘지만 책임감으로 마음은 무겁다. 장애인과 약자, 소수자들을 위한 재판을 할 수 있는 사람으로 판단하고 나를 선택한 것 같다.”라는 제청 소감을 밝히면서“자신이 판사로서 자격을 갖췄다 하더라도 그 결재권자는 하나님이었습니다.”라고 말한 것을 두고 종교 편향성 시비가 불거졌고 대한불교청년회는 특정종교 편향성으로 논란이 일고 있는 김신 대법관 후보와 관련, "19대 국회는 특정종교 재판장 역할수행과 헌법적 가치에 반하는 김신 대법관 후보에 관한 임명 동의에 반대할 것을 요구한다"며 낙마를 주문하기도 했다. 이와 관련하여 인사청문회에서 "2001년경 '지진은 하나님의 경고'라는 취지의 내용이 포함된 글을 작성해 '평등과 참여'라는 장애인전도협회 소식지에 기고한 사실이 있고, 2002년에 펴낸 '다시 시작할 수 있는 용기'라는 소책자에도 실렸는데, 지진 피해자들의 아픈 심정을 제대로 헤아리지 못하고 미숙한 표현을 사용한 것에 대해 매우 송구스럽게 생각한다"며 고개를 숙였다.

김신 대법관으로서 전원합의체에서 소수의견이나 보충·별개의견을 많이 내었다.

## 학력
- 부산고등학교
- 서울대학교 법학 학사

## 경력
- 1980년 제22회 사법시험 합격
- 제12기 사법연수원
- 1983년 사법연수원 12기 수료
- 1983년 부산지방법원 판사
- 부산지방법원 울산지원 판사
- 부산지방법원 판사
- 부산고등법원 판사
- 부산지방법원 판사
- 울산지방법원 판사
- 부산지방법원 판사
- 2004년 2월 부산지방법원 동부지원 부장판사
- 2006년 2월 부산고등법원 부장판사
- 2010년 2월 부산지방법원 수석부장판사
- 부산고등법원 판사
- 부산판례연구회 회장
- 2012년 2월 울산지방법원장
- 2012년 8월 ~ 2018년 8월 대법관 취임[6]
- 2018년 9월 ~ 동아대학교 법학전문대학원 석좌교수
- 김신 법률사무소 변호사
- 2022년 ~ 2023년 법무법인 WeAdvise
- 2023년 ~ 법무법인 사이 대표변호사

## 참고문헌[1]
1. 1 2  장애인이라 판사 탈락했던 그가 대법관에 오른다
2. ↑  대법관 제청 김신 울산지법원장 “장애인·약자 위한 재판 할 것”
3. ↑  “대법관 후보에 제청된 ‘소아마비 鄕判’ 김신 울산지방법원장, “결재권자는 하나님이었습니다””. 2015년 1월 6일에 원본 문서에서 보존된 문서. 2015년 1월 6일에 확인함.
4. ↑  불교단체 "종교편향적 김신 대법관 후보 임명 반대"
5. ↑  김신 대법관 후보 "'지진은 하나님 경고'는 미숙한 표현"
6. ↑  조희대 대법관 취임…"사회적 약자 세심히 살피겠다"